# Basiliscus
Vous lisez un « article de qualité » labellisé en 2023.
Pour les articles homonymes, voir Basilisque et Basiliscus (genre).
Basiliscus ou Basilisque (en latin Flavius Basiliscus Augustus), mort en 477, est brièvement empereur byzantin de 475 à 476 quand une révolte force l'empereur Zénon à quitter Constantinople. La date de sa naissance est inconnue.
Basiliscus est le frère de Vérine, femme de l'empereur Léon Ier qui meurt en 474. Ses relations avec l'empereur lui permettent de poursuivre une carrière militaire, qui, après des premiers succès mineurs, se termine en 468, après qu'il a mené l'invasion byzantine contre l'Afrique vandale. Cette expédition, d'une ampleur rare pour l'époque, mène à une défaite décisive qui fragilise fortement l'Empire romain, tant en Orient qu'en Occident.
Néanmoins, Basiliscus souffre d'une disgrâce modérée grâce à ses relations familiales. Quand Léon II meurt quelques mois après son accession au trône, Basiliscus s'impose comme le principal opposant à l'empereur Zénon dans un complot dont fait partie Vérine. Il peut prendre le pouvoir en 475 dans un contexte où Zénon, qui souffre de ses origines isauriennes, est impopulaire et doit fuir sur ses terres natales depuis lesquelles il mène une résistance opiniâtre. Rapidement, Basiliscus est confronté aux limites de son pouvoir alors que ses principaux soutiens se montrent fragiles, notamment Vérine qui se détourne rapidement de lui. Basiliscus s'aliène l'Église et le peuple de Constantinople en promouvant la position christologique monophysite, en opposition à l’orthodoxie chalcédonienne largement acceptée dans la capitale. De plus, sa politique de protection de son pouvoir par la distribution de rôles clés à des hommes proches de lui dresse contre lui les personnages importants de la cour. Ainsi, quand Zénon tente de reprendre son empire, il ne rencontre pratiquement aucune opposition et entre triomphalement dans Constantinople en capturant et tuant Basiliscus et sa famille.
Le règne de Basiliscus, qui intervient alors que l'Empire d'Occident vit ses derniers instants, est la première et la seule occurrence d'un coup d'État réussi, au moins temporairement, dans l'histoire de l'Empire romain d'Orient avant les troubles du VIIe siècle.

## Origines et début de carrière

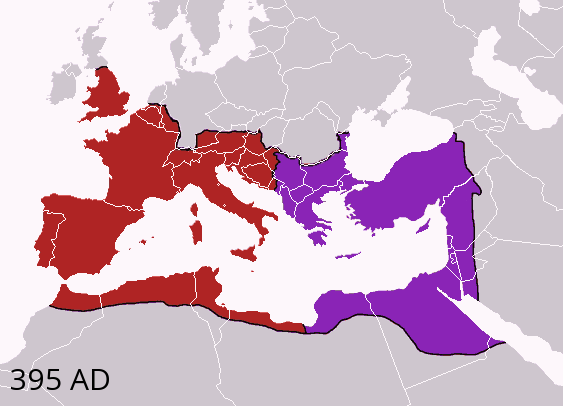
Carte de l'Empire romain, partagé entre une partie occidentale (en rouge) et une partie orientale (en violet).

Probablement originaire des Balkans, Basiliscus est le frère de Vérine, épouse de Léon Ier. Il a été soutenu que Basiliscus est l’oncle d'Odoacre. Ce lien est basé sur l'interprétation d'un fragment du patriarche Jean Ier d'Antioche (209.1), qui stipule qu'Odoacre et Armatus, le neveu de Basiliscus, sont frères. Néanmoins, des historiens comme Hugh Elton ou Wolfram Brandes s'opposent à cette théorie,. On sait que Basiliscus a une femme, Zenonis, et au moins un fils, Marcus. L'origine de Zénonis est très mal connue et des historiens lui ont attribué une confession monophysite qui aurait influencé la religion de Basiliscus. Surtout, la proximité entre son nom et celui de Zénon pourrait indiquer une parenté qui aurait renforcé la légitimité de Basiliscus au moment de revendiquer le pouvoir. Basiliscus est aussi apparenté à l'empereur d'Occident Julius Nepos en tant qu'oncle de sa femme.
En 457, c'est Léon qui prend la tête de l'Empire byzantin, à la suite de la mort de Marcien. Il est choisi par Aspar, l'influent magister militum (maître des milices) qui règne en maître sur la cour byzantine et cela malgré ses origines gothiques et hunniques. Au même moment, Basiliscus sert comme officier sous les ordres de Léon, avant d'être fait consul d'Orient en 465, aux côtés de Flavius Hermenericus pour l'Occident. Vers 464 et jusqu'en 467-468, il détient aussi le rang de magister militum pour la Thrace, remportant plusieurs succès contre les Huns et les Goths.
La considération de Léon pour Basiliscus augmente et l'intercession de Vérine en faveur de son frère aide la carrière militaire et politique de Basiliscus par l'obtention du consulat en 465 et probablement aussi du rang de patrice,. Les sources s'accordent à rapporter que s'il est un bon général, il se montre peu clairvoyant et facile à duper. Procope de Césarée insiste plus particulièrement sur son ambition, le disant dévoré du désir de régner.

## L'expédition contre les Vandales

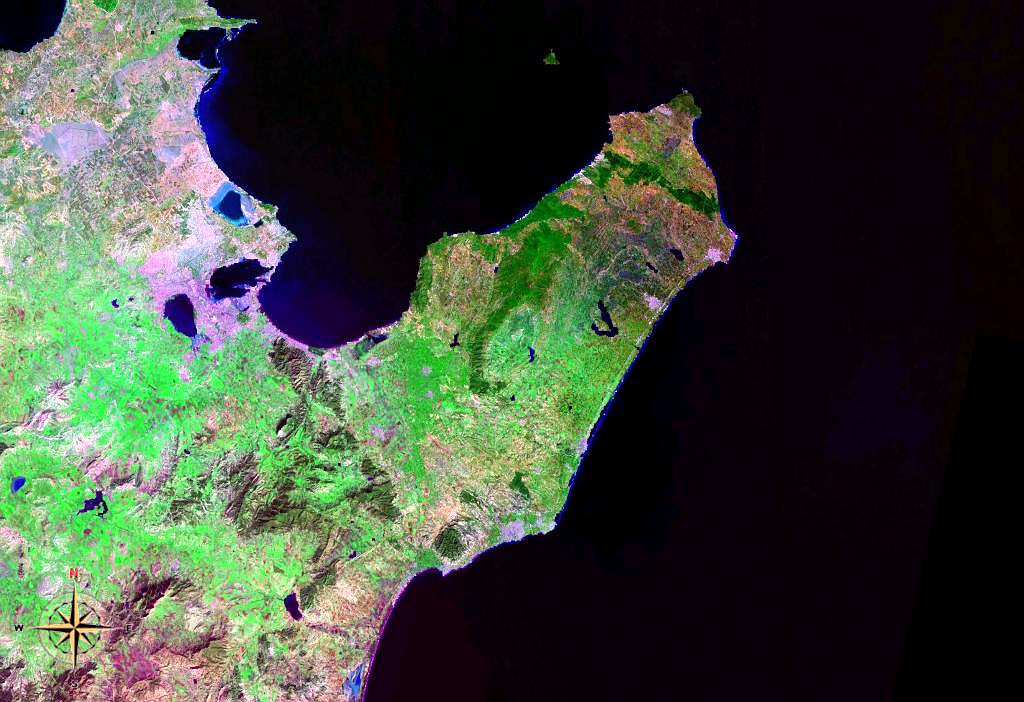
Le cap Bon, au nord-est de l’actuelle Tunisie, est le lieu où débarque la flotte byzantine menée par Basiliscus.

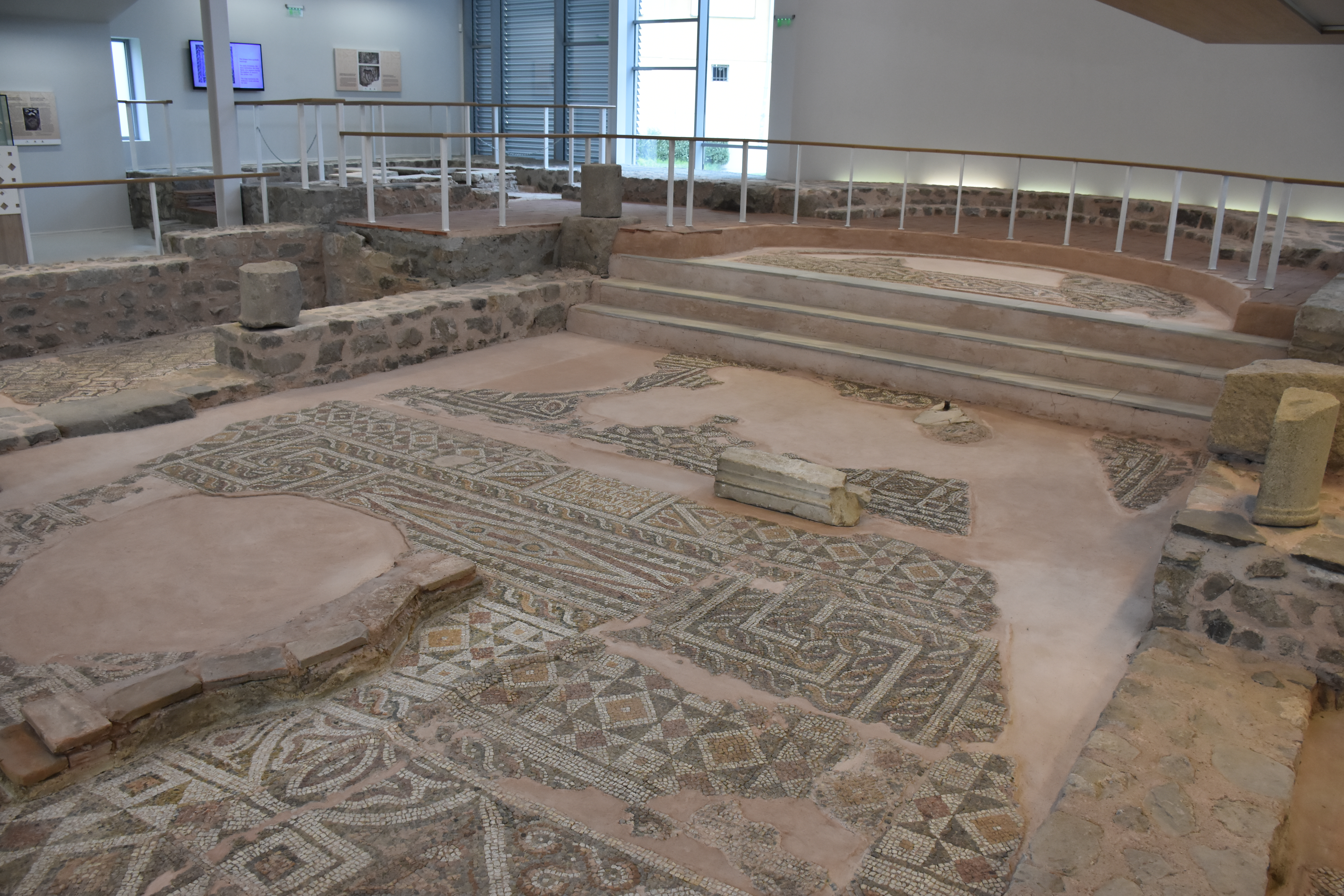
Vestiges de la basilique de Philippopolis bâtie en l'honneur du succès de Basiliscus contre les Goths. Les mosaïques ont été financées par Basiliscus.

Vers 466, Léon tente de se débarrasser d'Aspar, et il utilise le parti des Isauriens contre lui. Pour cela, il organise le mariage de sa fille, Aelia Ariadnè, avec Zénon, chef des Isauriens. C'est un changement d'importance dans la politique de l'Empire d'Orient, qui commence aussi à s'intéresser aux évolutions qui ont cours en Occident, où la domination romaine est en grande difficulté. Une ambassade est envoyée au roi des Vandales Genséric, pour lui intimer de ne pas s'attaquer à l'Italie. Le souverain barbare réplique en considérant que cette requête viole un traité qui aurait été conclu en 433. La guerre est ouverte et les Vandales auraient pu avoir pour objectif de s'emparer d'Alexandrie. L'Empire d'Orient envoie Basiliscus à la tête d'une expédition d'ampleur en 468. Il est sûrement élevé à la dignité de magister militum praesentalis à cette occasion. Sa flotte aurait compté jusqu'à 1 113 navires et 100 000 hommes, dont des mercenaires. Même si les sources modernes tempèrent généralement ces données et évoquent des effectifs autour de 50 000 hommes, cela reste une expédition d'une ampleur rare pour l'époque,. Selon John Bagnell Bury, c'est l'inévitable Aspar qui aurait plaidé en faveur de Basiliscus, tandis que Gerard Friell et Stephen Williams y voient plutôt l'influence de l'impératrice Vérine. Dans tous les cas, Basiliscus est encore auréolé de ses succès dans les Balkans.

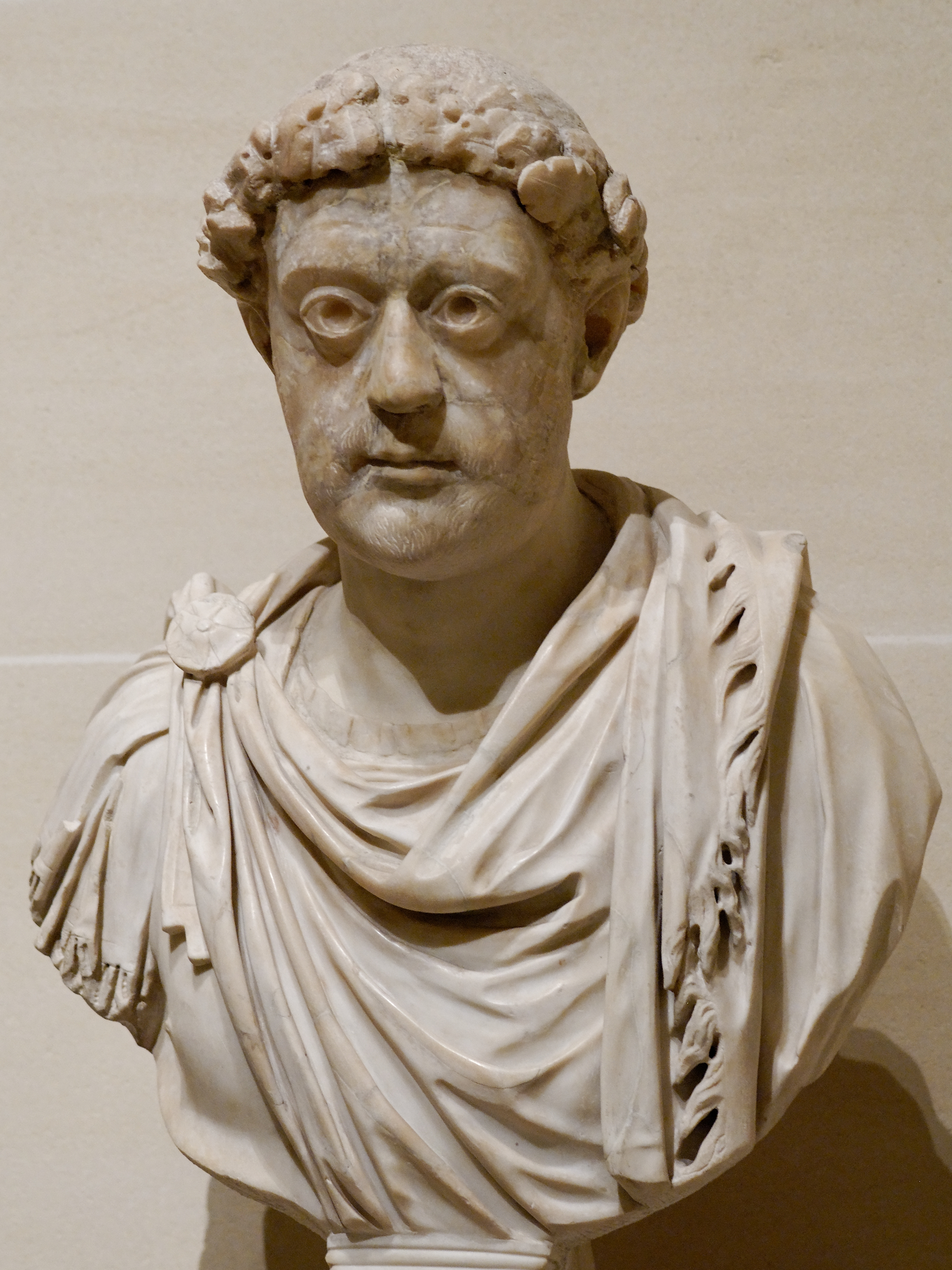
Buste de Léon Ier. Musée du Louvre.

Dans le même temps, Marcellinus, un général de l'Empire d'Occident, est envoyé reprendre la Sardaigne, avant de naviguer vers Carthage, où il doit rallier Basiliscus. Ce dernier fait voile directement vers la capitale des Vandales, tandis qu'Héraclius d'Édesse rassemble des forces terrestres en Égypte pour approcher de Carthage par la terre et diviser les forces vandales. Marcellinus parvient facilement à conquérir la Sardaigne tandis qu'Héraclius reprend la forteresse de Tripolis. Basiliscus disperse de son côté la flotte vandale au large de la Sicile, ce qui laisse augurer un succès d'ampleur à venir. Néanmoins, il ne capitalise pas sur son avantage et préfère prendre le temps de rassembler ses forces près du cap Bon, à soixante kilomètres au nord-est de Carthage. Selon plusieurs historiens, Genséric profite de ce sursis pour faire des avances de paix et propose une trêve de cinq jours, qui doit lui permettre de gagner du temps,. Basiliscus accepte, peut-être parce qu'Aspar a donné comme consigne d'éviter une guerre à tout prix. Selon Heather, les Romains hésitent à s'engager dans une grande bataille navale.
Pendant les négociations, Genséric rassemble une flotte de navires incendiaires et lance une attaque opportune, profitant des vents favorables. Lors de la bataille du cap Bon, la flotte romaine est prise par surprise et dévastée, perdant au moins la moitié de ses navires. Basiliscus est contraint à la fuite vers la Sicile, où il rejoint Marcellinus. Si la victoire est encore possible, ce dernier est tué, probablement sur ordre de Ricimer. De son côté, Héraclius préfère battre en retraite et Basiliscus rentre à Constantinople.
Le coût considérable de l'expédition entraîne une grave crise financière qui fait sentir ses effets durant au moins trente ans et constitue la dernière tentative coordonnée de l'Empire d'Occident et de l'Empire d'Orient face aux peuples qui les assaillent. La responsabilité de Basiliscus dans ce fiasco a fait l'objet de diverses appréciations, allant du manque d'audace à la trahison. Récemment, Constantin Zuckerman a aussi mis en lumière le fait que la marine byzantine n'est composée que pour partie de véritables navires de guerre et surtout de bateaux de commerce réquisitionnés.
À son retour, Basiliscus trouve refuge dans l'église Sainte-Sophie, attendant que Vérine intercède en sa faveur et obtienne un pardon impérial. Il pourrait avoir conservé sa dignité de magister militum praesentalis mais, dans les faits, il est mis de côté pour un temps par Léon,. Il se retire à Héraclée, le long de la mer de Marmara tandis que des suspicions ont pu peser sur Aspar. Ce dernier se voit accusé de trahison en ayant entretenu des rapports avec les Vandales, visant à terme le pouvoir impérial. Des sources comme Procope de Césarée ou Théophane le Confesseur dévoilent ainsi un projet d'alliance entre Aspar et Basiliscus dans lequel ce dernier aurait accédé à la dignité impériale, ce qui demeure impossible à confirmer mais accréditerait le désir de Basiliscus de détenir le pouvoir suprême. Friell et Williams ont rejeté cette hypothèse et estiment qu'elle découle d'une recherche de bouc-émissaire. Selon Hydace de Chaves, Aspar est congédié, mais la plupart des historiens y voient une confusion avec la disgrâce de son fils, Ardabur, qui aurait effectivement fourni des renseignements aux Sassanides.
Après cet échec en Afrique, Aspar gagne en influence et son autre fils, Patricius, épouse Léontia Porphyrogénète, la fille de Léon. Cela fait de Patricius l'héritier présomptif du trône. Selon L. Whitby, cette union aurait été un leurre pour endormir la méfiance d'Aspar alors que le rejet de l'influence germanique sur la cour ne fait que croître. Le soupçonnant de plus en plus, Léon finit par le faire assassiner en 471. Basiliscus est alors un partisan de Léon. En plus d'Aspar, Ardabur est aussi exécuté et Patricius souffre de graves blessures alors qu'il est évincé de la succession et contraint de divorcer de Léontia. C'est désormais Zénon qui a les faveurs de l'empereur et a la haute main sur la cour. Théodoric Strabon, autre officier germanique, tente de venger Aspar et marche sur Constantinople, mais il est repoussé par Basiliscus et Zénon. Peu après, il envoie plusieurs requêtes à Léon et attaque Arcadiopolis ainsi que Philippopolis, mais, manquant de ravitaillement, il se résout à la négociation. Ce succès de Basiliscus est commémoré à Philippopolis par une dédicace en son honneur, tandis qu'une église est construite sous son patronage. Il devient ensuite le chef du Sénat de Constantinople.

## Ascension au pouvoir

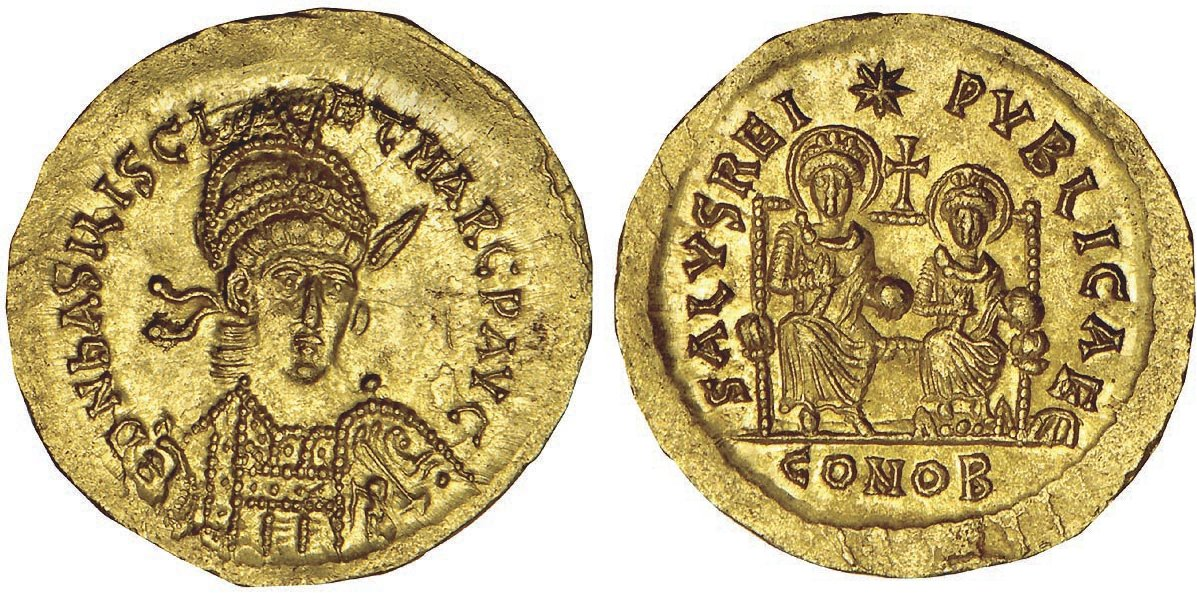
Solidus en or représentant Basiliscus à l'avers, accompagné de son fils et coempereur Marc au revers. Tous deux tiennent la mappa, le tissu blanc qu'utilisent les Romains pour signaler le début d'une course de chars au sein d'un hippodrome. Ils sont surplombés d'une croix et d'une étoile.

Quand Léon tombe malade en 473, son petit-fils Léon II est couronné empereur en octobre. Léon Ier meurt le 8 janvier 474, laissant Léon II à la tête de l'Empire. Dès le 9 février, Zénon devient co-empereur, quelques mois avant la mort de Léon II. Or la popularité de Zénon est faible, en grande partie en raison de ses origines isauriennes et de la promotion de plusieurs de ses compatriotes aux plus hauts postes impériaux.
Si Vérine a soutenu Zénon, elle ne tarde pas à s'en détourner quand il devient seul empereur. Selon Bury et Stein, c'est par haine personnelle qu'elle décide de changer de position,, tandis qu'Ernest Walter Brooks met à nouveau l'accent sur les origines isauriennes de Zénon. Évagre le Scholastique a aussi une piètre opinion de Zénon, dont il dépeint la vie dissolue, certainement pour le discréditer. D'autres historiens estiment que Vérine a d'abord soutenu Zénon comme protecteur de Léon II, rôle qui disparaît avec la mort de son petit-fils. Jean Malalas mentionne aussi une requête de Vérine qui aurait été rejetée par Zénon, entérinant le rupture entre les deux. Maciej Salamon a fait l'hypothèse que la demande concernait Basiliscus et d'autres parents qui auraient été élevés à de hautes fonctions,. Enfin, Vincent Puech souligne la permanence d'un réseau familial apparenté à Léon Ier qui conteste régulièrement le pouvoir de Zénon tout au long de son règne.

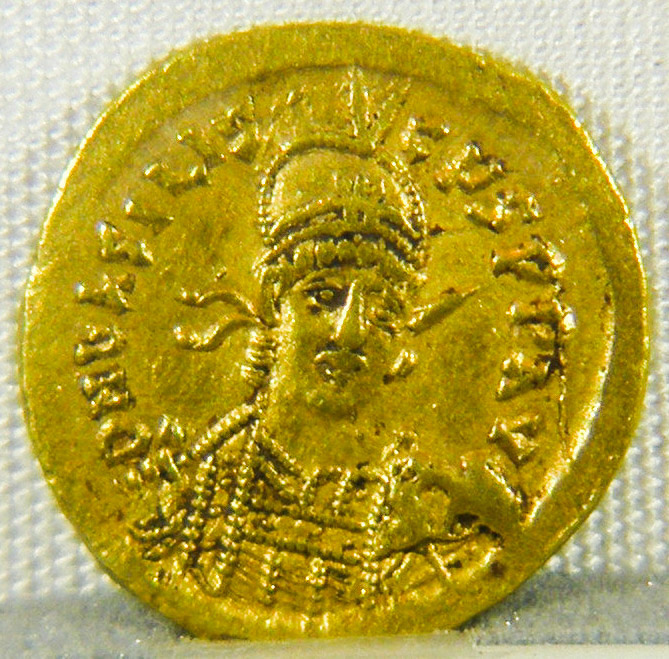
Portrait de Basiliscus sur une pièce de monnaie, conservée au Palais Massimo des Thermes.

Vérine conspire rapidement contre Zénon. Elle aurait d'abord soutenu son amant, le magister officiorum Patricius,. Elle est soutenue par Théodoric Strabon et Basiliscus, qui recrute deux frères isauriens dans la conspiration, Illus et Trocundès. Le complot se trame à Héraclée, aux environs directs de la capitale. L'armée, largement acquise à la cause de Basiliscus, semble soutenir l'impératrice douairière. Le Sénat byzantin est aussi dans le camp des conspirateurs. En revanche, le patriarche Acace de Constantinople tient une position ambiguë. Selon Salamon, le complot se met en place vers 473, mais Twardowska estime que c'est seulement après la mort de Léon II qu'il se prépare,. Dans tous les cas, c'est un succès puisque Zénon doit fuir en Isaurie le 9 janvier 475, soit après avoir appris l'imminence du soulèvement, soit après avoir été convaincu par Vérine qu'il devait quitter la capitale pour sauver sa vie et surtout celle de son épouse, Ælia Ariadnè, la propre fille de Vérine. Le rôle de Vérine reste en partie ambigu car l'accession au pouvoir de Basiliscus n'est qu'un second choix pour elle, qui aurait certainement privilégié son amant. De ce fait, il est peu probable qu'elle ait effectivement couronné Basiliscus, comme l'affirme Jean Malalas, ce qui entre en plus en contradiction avec le processus de légitimation impériale traditionnel, qui n'accorderait que très difficilement un tel rôle à une femme. Néanmoins, elle intercède bien en sa faveur auprès de plusieurs hauts dignitaires du Sénat dont elle est proche, comme le comte des largesses sacrées Epinicus qui est ensuite promu au rang de préfet du prétoire d'Orient.
Quant aux Isauriens, ils sont en partie massacrés après la fuite de Zénon, et Basiliscus est proclamé empereur par le Sénat, avant d'être couronné dans le palais de l'Hebdomon. Il fait couronner son fils Marc comme césar presque immédiatement, avant de l'élever à la fonction de co-empereur, tandis que sa femme est faite Augusta et qu'il exécute Patricius. Rapidement, il tente d'éliminer Zénon et envoie Illus ainsi que Théodoric Strabon mettre le siège devant la forteresse où Zénon s'est réfugié, apparemment Sbida.

## Règne

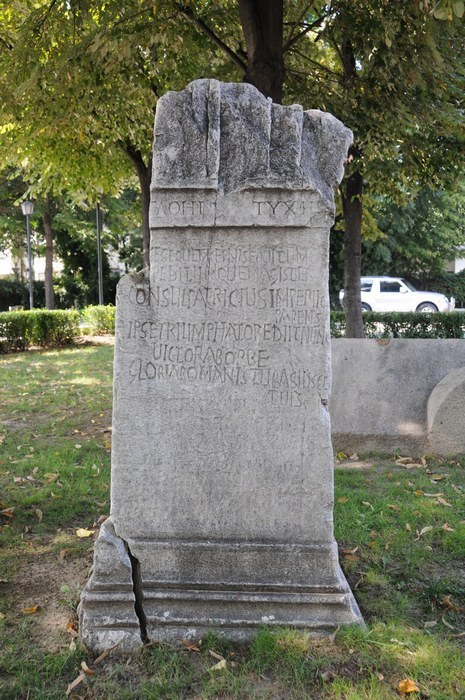
Vestiges d'un monument dédié à Basiliscus à la suite de son succès contre Théodoric Strabon en 471, conservé au musée archéologique de Plovdiv. Il comprend une inscription bilingue gréco-latine : À la bonne fortune. Celui que vous voyez est le maître de la cavalerie et de l'infanterie, consul, patrice et père de l'Empire. Cet homme, triomphant, est sur le chemin du retour, victorieux du monde. A toi, Basiliscus, gloire des Romains.

L'usurpation de Basiliscus présente la particularité d'être le seul exemple de prise du pouvoir par la force dans l'Empire d'Orient avant la révolte de Phocas en 602. Si l'Empire d'Orient connaît régulièrement des contestations et des tentatives de révolte, elles n'arrivent pas à remettre fondamentalement en cause l'ordre politique existant. Ainsi, même en prenant Constantinople, Basiliscus ne parvient jamais à installer durablement sa légitimité et à étendre le champ de ses soutiens, qui tend même à se réduire de plus en plus vite, conduisant à sa chute. Dans l'ensemble, cette prise du pouvoir traduit surtout des luttes d'influence au plus haut sommet de l'Empire mais ne remet pas en cause les fondements du pouvoir et de la légitimité. Par ailleurs, c'est d'abord une crise au sein de la capitale qui n'a que peu d'échos dans les provinces de l'Empire et explique probablement en partie les raisons de l'échec final de Basiliscus,.

### Une légitimité fragile

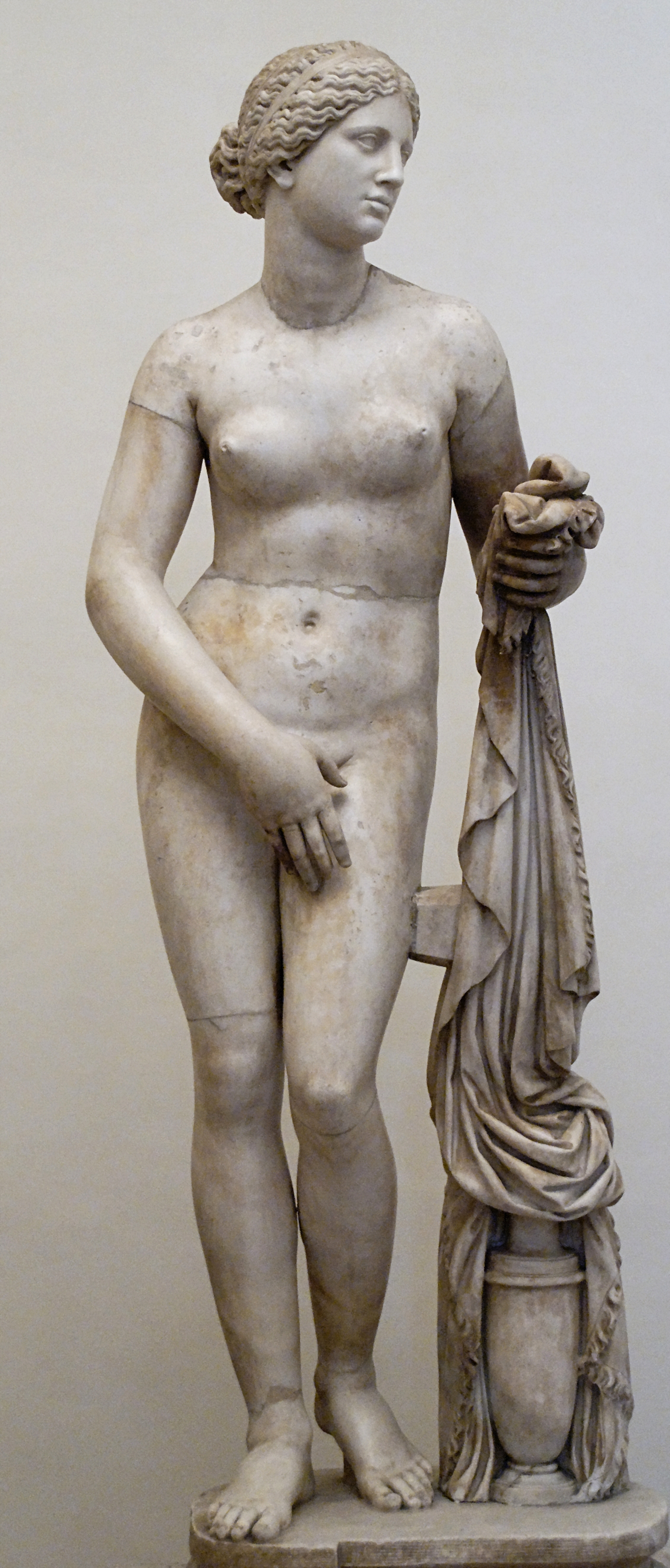
Une copie de l'Aphrodite de Cnide qui brûle dans un incendie à Constantinople au début du règne de Basiliscus.

Pendant les quelque dix-huit mois que Basiliscus gouverne, il est confronté au défi de consolider son pouvoir. Au début de son règne, Constantinople souffre d'un incendie très important, qui détruit un grand nombre d'habitations et de bâtiments d'importance comme le palais de Lausos, qui comprend la statue chryséléphantine de Zeus provenant d'Olympie, ou l'immense bibliothèque construite par l'empereur Julien, ainsi que le modèle original de l’Aphrodite de Cnide. Le feu est vu comme un mauvais présage pour la suite du règne de Basiliscus,.
Si la sanction sénatoriale de son usurpation légitime Basiliscus, sa prise du pouvoir reste tout à fait atypique dans le contexte politique de l'Empire d'Orient, dans lequel, jusqu'en 602, aucun souverain n'est renversé. De ce fait, sa prétention au pouvoir demeure fragile, d'autant qu'il se montre rapidement peu compétent et colérique. Surtout, s'il reçoit l'assentiment d'une bonne partie de l'élite impériale, ses sympathies monophysites et ses dissensions avec le patriarche Acace le desservent auprès de la population de Constantinople.
Face aux difficultés économiques de l'Empire, il doit lever de nouvelles taxes, et il n'hésite pas à vendre des charges publiques pour remplir les caisses du Trésor. Il s'appuie sur le préfet de Constantinople, Epinicus, particulièrement impopulaire du fait de ses mesures fiscales, pour extorquer de l'argent au clergé,. Surtout, Basiliscus s’aliène le soutien de sa propre sœur, Vérine, en faisant exécuter le magister officiorum Patricius, son amant. Si certains historiens comme Peter Crawford estiment possible que Vérine ait bien soutenu Basiliscus comme candidat au trône plutôt que Patricius, elle aurait bien envisagé d'épouser ce dernier, ce qui lui aurait été refusé par son frère. Quoi qu'il en soit, Patricius apparaît dans tous les cas comme un rival potentiel et Basiliscus ordonne sa mort. Vérine intrigue ensuite contre Basiliscus à cause de cette exécution,,. Il est alors possible qu'elle se soit réfugiée dans le quartier des Blachernes, soit pour mieux comploter, soit justement parce que ses manœuvres ont été découvertes par l'empereur.
De plus, Théodoric Strabon, dont la haine pour l’Isaurien Zénon le pousse à soutenir la révolte de Basiliscus, quitte les côtés de l'empereur. Basiliscus élève en effet son neveu Armatus, dont la rumeur fait l'amant de la femme de Basiliscus, au rang de magister militum, le même que Strabon, ce que celui-ci n'aurait pas supporté. Il n'est en tout cas plus attesté parmi ses défenseurs. Enfin, le soutien d'Illus est probablement plus hésitant, étant donné les massacres d'Isauriens autorisés par Basiliscus, même si sa présence parmi les soutiens initiaux de celui-ci démontre que le coup d'État n'est pas une simple réaction anti-isaurienne. Quelques noms, rapportés par les sources, prouvent que Basiliscus peut s'appuyer sur quelques cadres de l'administration impériale, dont l'eunuque Danielius, qui occupe la fonction de cubiculaire ou encore le questeur du palais sacré Claudius.
Au cours de son bref règne, Basiliscus se distingue en matière de politique étrangère par son refus de reconnaître l'arrivée sur le trône d'Occident de Romulus Augustule à la place de Julius Nepos, alors exilé en Dalmatie. Alors que l'Empire d'Occident est près de disparaître, les deux empires romains connaissent une situation similaire avec un empereur en exil et un prétendant au trône dont la légitimité est fragile.

### Controverses religieuses

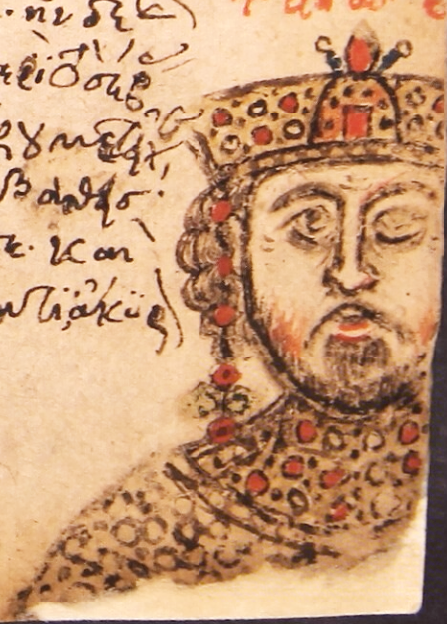
Portrait de Basiliscus dans le Mutinensis gr. 122, manuscrit du XVe siècle.

À cette époque, la foi chrétienne est ébranlée par l'antagonisme entre monophysites et chalcédoniens. Ces deux positions christologiques s’opposaient sur la nature du Christ, les monophysites clamant qu'il n'avait qu'une nature divine, sa nature humaine n'étant, selon eux, qu'une « apparence », et les chalcédoniens proclamant ses deux natures, à la fois homme et Dieu. Le concile de Chalcédoine, convoqué par l'empereur Marcien en 451, a condamné le monophysisme comme hérésie, avec le soutien du pape saint Léon Ier, en Occident, et nombre d'évêques en Orient. Cependant, la position monophysite, quoique disqualifiée doctrinalement, reste politiquement toujours forte : les patriarches monophysites Timothée II d'Alexandrie et Pierre le Foulon d'Antioche sont alors déposés sous Léon Ier pour leur adhésion à cette doctrine.
Depuis le début de son règne, Basiliscus manifeste son soutien aux monophysites. Zacharie le Rhéteur rapporte comment un groupe de moines monophysites égyptiens, ayant appris la nouvelle de la mort de Léon, se rendent d'Alexandrie à Constantinople pour soumettre à Zénon une requête en faveur de Timothée mais, à leur arrivée dans la capitale, trouvent Basiliscus nouvellement élu empereur. Kosinski estime pour sa part que la délégation s'organise après l'usurpation de Basiliscus, alors que celui-ci recherche le soutien de l'Egypte. Le magister officiorum Théoctistus, l'ancien médecin de Basiliscus, est le frère d'un de ces moines et la délégation obtient ainsi une audience auprès de Basiliscus. Avec le soutien de Theoctistus et de l'impératrice, ils convainquent Basiliscus de rappeler d'exil les patriarches monophysites. Timothée II est alors réinstallé triomphalement comme patriarche d'Alexandrie, de même que Pierre le Foulon à Antioche.
Le 9 avril 475, sur l'insistance des monophysites, Basiliscus fait paraître une encyclique dans laquelle il affirme que les seuls conciles valables sont ceux de Nicée, de Constantinople et Éphèse, tant celui de 430 que celui controversé de 449, appelant donc les membres du clergé à rejeter le concile de Chalcédoine et le Tome à Flavien. Néanmoins, il ne s'aventure pas jusqu'à rejoindre la vision plus radicale d'Eutychès, qui professe une nature unique pour le Christ. Ce texte est diversement apprécié dans l'Empire. En Orient et plus particulièrement en Égypte, il est largement adopté, et un synode à Éphèse l'approuve, tandis que près de sept cents évêques le signent. En revanche, soutenu par les habitants de la capitale, Acace de Constantinople refuse de l'approuver, montrant clairement son dédain pour le nouvel empereur en drapant de noir les icônes de Sainte-Sophie. L'autre raison justifiant le refus du patriarche d'approuver le texte est que celui-ci marque un empiètement du pouvoir impérial sur les prérogatives religieuses dévolues notamment au patriarche, tandis que le Pseudo-Zacharie affirme qu'il craint d'être remplacé comme patriarche par une personnalité plus acquise au monophysisme. Même le célèbre moine Daniel le Stylite accepte de descendre de la colonne où il a décidé de vivre en ermite pour mener la contestation, désignant Basiliscus comme le nouveau Dioclétien,,. Enfin, le pape Simplice encourage cette opposition et écrit en janvier 476 une lettre à Basiliscus qui dénonce ses prises de position religieuses.
Le contenu exact du texte de Basiliscus fait débat car plusieurs versions ont survécu : une rapportée par Évagre le Scholastique, une autre par le Vaticanus Graecus et une version résumée reprise par le Pseudo-Zacharie le Rhéteur. La première ne contient pas certaines références aux conciles de Nicée ou d'Ephèse et elle apparaît moins radicale. Selon Philippe Blaudeau, il s'agirait d'une version amendée pour être présentée à Acace pour qu'il l'accepte plus aisément. L'original aurait repris des éléments de langage d'Eutychès pour satisfaire les plus radicaux. Généralement, les historiens reconnaissent malgré tout la version d'Évagre le Scholastique comme la plus authentique. La version du Pseudo-Zacharie aurait été rédigée par Paul le Sophiste.

### Chute et mort

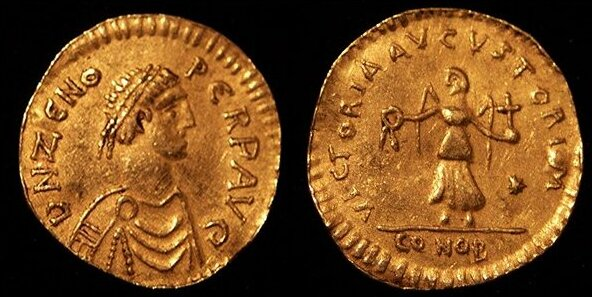
Trémissis émis par l'empereur Zénon. Zénon, dont le nom originel est Tarasicodissa.

Peu de temps après son élévation, Basiliscus dépêche Illus et son frère Trocundus contre Zénon, qui, à présent maître des forteresses de ses terres d'Isaurie, a repris sa vie de chef de guerre. Cependant, Basiliscus peine à remplir les promesses faites aux deux généraux : de plus, ils reçoivent des lettres d’un des importants ministres de la cour les pressant de ramener Zénon, car la cité préfère à présent un empereur isaurien restauré plutôt qu’un monophysite, dont l’impopularité augmente avec la rapacité fiscale de ses ministres.
Durant ses opérations en Isaurie, Zénon fait prisonnier le frère d'Illus, Longinus, et le fait garder dans une forteresse isaurienne. Par ailleurs, il promet certainement de hauts offices à Illus et Trocundus, qui finissent par se rallier à lui, peut-être aussi parce qu'ils ont conscience de la précarité de la position de Basiliscus,. Alors que Trocundus part pour la Syrie, Illus est au côté de Zénon quand celui-ci marche sur Constantinople. De plus en plus isolé, Basiliscus se barricade dans le palais de l'Hebdomon, probablement en février ou mars 476,. Sur les conseils de Daniel le Stylite, pour se concilier le patriarche et le peuple, il se hâte de publier une Anti-Encyclique qui revient sur ses précédentes thèses religieuses, mais il est déjà trop tard,.
Armatus, en tant que magister militum, est envoyé en Asie Mineure avec toutes les forces disponibles pour s'opposer à l'avancée de l'armée isaurienne, mais des échanges secrets avec Zénon, qui lui promet le titre de magister militum à vie et le rang de césar pour son fils, le conduisent à trahir Basiliscus, malgré son serment religieux de fidélité,. Armatus évite intentionnellement la route que prend Zénon et marche sur l'Isaurie par une autre voie. Cette trahison précipite la chute de Basiliscus,.
En août 476, Zénon assiège Constantinople. Par ailleurs, il est possible qu'il ait conclu une alliance avec Théodoric l'Amale, le chef des Ostrogoths qui dominent alors la Pannonie. Théodoric aurait menacé les Balkans et distrait une partie des forces loyales à Basiliscus, notamment celles menées par Théodoric Strabon, ce qui explique son absence pour la défense de Constantinople. Théodoric l'Amale aurait reçu la promesse d'une importante somme d'argent et du titre de magister militum. Cette hypothèse demeure difficile à confirmer car les sources écrites sont muettes sur le sujet. Des historiens comme Peter Crawford estiment néanmoins qu'un faisceau d'indices comme la promotion de Théodoric l'Amale au titre de magister militum ou la rivalité qu'il entretient avec Théodoric Strabon sont de nature à confirmer cette idée,. Quoi qu'il en soit, devant l'évanouissement de tout soutien à Basiliscus, le Sénat ouvre les portes de la ville à l'Isaurien, lui permettant de récupérer son trône entre août et septembre,. Basiliscus fuit et cherche refuge dans une église, mais il est trahi par Acace. Il se rend alors de lui-même avec sa famille après avoir arraché la promesse solennelle que leur sang ne serait pas répandu. Basiliscus, sa femme Ælia Zenonis et son fils Marcus sont envoyés dans une forteresse en Cappadoce,. Leur sort ultérieur n'est pas connu avec certitude ; ils ont pu être décapités ou bien laissés mourir de faim ou de soif selon Jean Malalas et Marcellinus Comes. L'Anonyme de Valois évoque une mort par le froid dans une citerne,,.